# یاسوکو میزوری
یاسوکو میزوری (انگلیسی: Yasuko Mizui؛ زادهٔ ۱۹ سپتامبر ۱۹۷۵) بدمینتون‌باز زن اهل ژاپن بود.